# La Basoche

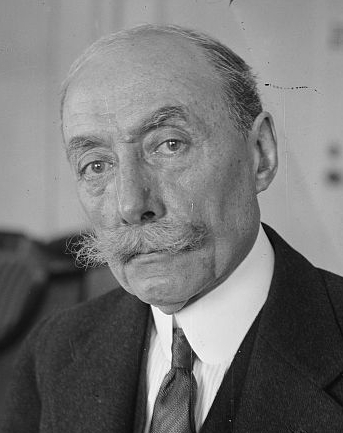
André Messager

La Basoche är en opéra comique i tre akter från 1885 med musik av André Messager och libretto av Albert Carré. Operan utspelas i Paris 1514 och skildrar komplikationerna som uppstod när den utvalde "kungen" av studentgillet ("Basoche") misstogs för kung Ludvig XII av Frankrike.
Operan hade premiär på Opéra-Comique i Paris 1890. Uppsättningar följde snart i Kontinentaleuropa, Storbritannien och USA. Efter det uppfördes stycket ofta i Frankrike och annorstädes långt in på 1900-talet.

## Historia
Under 1880-talet hade Messager mötts av blandad framgång. Hans operett La Fauvette du Temple (1885) och opéra comique La Béarnaise (1885) gick bra, och hans balett Les Deux Pigeons (1886) var en kassasuccé. Men mot slutet av 1880-talet sinade lyckan och han hade tre fiaskon i rad: Le Bourgeois de Calais (1888), Isoline (1888) och Le Mari de la reine (1889). Carré, som hade haft en framgångsrik karriär som skådespelare, hade blivit teaterchef och från 1885 hade han varit chef för Théâtre du Vaudeville. De två männen var vänner hela livet och hade samarbetet en gång förut med Les Premières armes de Louis XV (1888), en reviderad version av en operett av Firmin Bernicat.
Titelns "Basoche" var ett gammalt parisiskt gille av advokater, vilken från 1303 fram tills den avskaffades 1791 under franska revolutionen till viss utsträckning var en stat inom staten med val av kung och styre av sina egna affärer. La Basoche framfördes först på Opéra-Comique i Paris den 30 maj 1890 och spelades 52 gånger.

## Roller
| Roller                                                | Röststämma  | Premiärbesättning 30 maj 1890 (Dirigent: Jules Danbé) | Svensk besättning 21 maj 1892 (Dirigent: Andreas Hallén) |
| ----------------------------------------------------- | ----------- | ----------------------------------------------------- | -------------------------------------------------------- |
| Clément Marot, medlem av Basoche, 19 år               | baryton     | Gabriel Soulacroix                                    | Carl Lundmark                                            |
| Le Duc de Longueville                                 | baryton     | Lucien Fugère                                         | Oscar Johanson                                           |
| Jehan L'Éveillé, medlem av Basoche, 20 år             | tenor       | Ernest Carbonne                                       | Max Strandberg                                           |
| Mäster Guillot, innehavare av värdshuset Plat-d'Etain | tenor       | Barnolt                                               | G. Henrikson                                             |
| Roland, student, medlem av Basoche                    | bas         | César Bernaert                                        | Axel Sellergren                                          |
| Louis XII, kung av Frankrike                          | tenor       | — Maris                                               | Herman Brag                                              |
| Kansler för Basoche                                   | tenor       | — Thierry                                             | Jean Grafström                                           |
| Kungens adjutant                                      | baryton     | Étienne Troy                                          | Johan Malmsjö                                            |
| Storprefekten                                         | baryton     | — Lonati                                              | Herr Gilljam                                             |
| Nattvakten                                            | baryton     | — Lonati                                              |                                                          |
| Marie d’Angleterre (Maria, prinsessa av England)      | sopran      | Lise Landouzy                                         | Ida Moritz                                               |
| Colette, Cléments hustru                              | sopran      | Marie Molé-Truffier                                   | Emma Holmstrand                                          |
| First young girl                                      | sopran      | Jeanne Leclerc                                        | Frk Lindström                                            |
| Second young girl                                     | mezzosopran | — Nazem                                               | Frk Nilsson                                              |
| Kör: Medborgare, flickor, advokater                   |             |                                                       |                                                          |

Källor: Libretto och klaverutdrag.

## Handling
Händelserna äger rum i Paris år 1514. 1303 hade kung Philippe IV tillåtit Parisstudenterna att bilda ett gille kallat "La Basoche". Gillet fortsatte i nästan fem hundra år. Ledaren för "La Basoche" valdes årligen, antog titeln "Kung" och bar kunglig krona och mantel. I operan väljs studenten Clément Marot till Kung och misstas för Ludvig XII av Frankrike.

### Akt 1

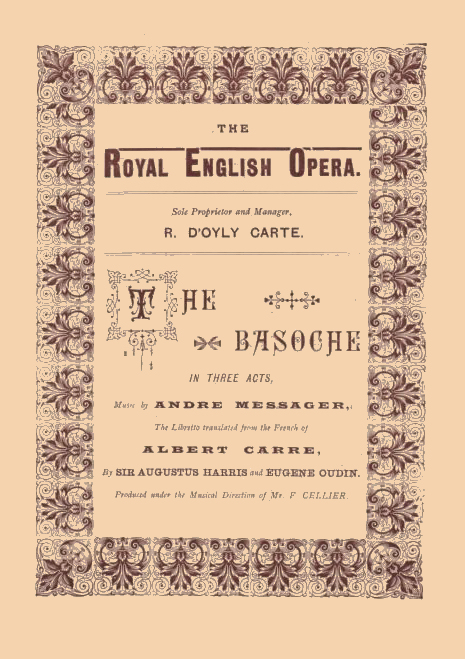
Program till första Londonuppsättningen 1891

Ett torg nära Châtelet, till höger värdshuset Plat d’Etain. Valdagen av kungen för Basoche.
Clément Marot kandiderar emot den pedantiske Roland (i en dikt "Oui, de rimes je fais moisson"). Som kung av basocherna måste han vara ungkarl och han försöker gömma undan sin hustru Colette, som han lämnade i Chevreuse. När hon anländer till Paris låtsas han inte känna henne - men säger till henne i hemlighet att han snart kommer förenas med henne. Hon tar in på värdshuset, där dagen därpå änkemannen Louis XII kommer ta emot sin nya hustru prinsessan Mary av England, syster till Henrik VIII. Mary anländer inkognito, förklädd som normand, åtföljd av Louis I d'Orléans, duc de Longueville. När processionen med kungen av Basoche samtidigt drar förbi tror Colette att Marot är den riktige kungen medan Mary tror att mannen är hennes blivande make.

### Akt 2
Afton – ett stort rum i värdshuset Plat d’Etain.
Medan juristerna firar hoppas Roland kunna demaskera Marot medan Colette drömmer om sitt nya liv som drottning. I en duett förklarar både Mary och Colette sin kärlek till "kungen". Hertigen återvänder från det kungliga palatset, där han har meddelat Marys ankomst. Hon skickar iväg honom för att be "kungen" att göra henne sällskap till middagen, varpå hon gör sig redo att ta emot honom. Marot förklarar på nytt sin kärlek till Colette, men Mary återvänder och ser den som hon tror är henne blivande make; Colette börjar servera middagen.
Rolands gäng rusar in för att avslöja att Marot redan är gift, men Mary säger att hon är kungens hustru och hertigen säger att han är Marys make. Efter att alla har gått kommer kungens följe - Colette tar emot dem och förs till Hôtel des Tournelles.

### Akt 3
Hôtel de Tournelles
Louis XII tar emot Colette, som inte kan tro att denna gamle man är hennes make. I tron att han har blivit lurad bestämmer sig kungen för att skicka iväg hertigen och Colette till England. Hertigen inbillar sig att den unga kvinnan älskar honom. Kortegen med Basoche passerar förbi palatset och de två kvinnorna inser vem deras "kung" är. Colette tröstar sig med att hon har Clément. Mary är besviken då den falske kungen är mer charmig än den riktige.
Hertigen inser vad som har hänt och vill ha Marot arresterad, men det är Roland, ny Basoche-kung, som fängslas. Övertygad om att han ska hängas tar Marot farväl, men han benådas av Louis och lämnar Paris tillsammans med Colette, medan Louis gifter sig med Mary.

## Musiknummer
Akt 1
- Inledning

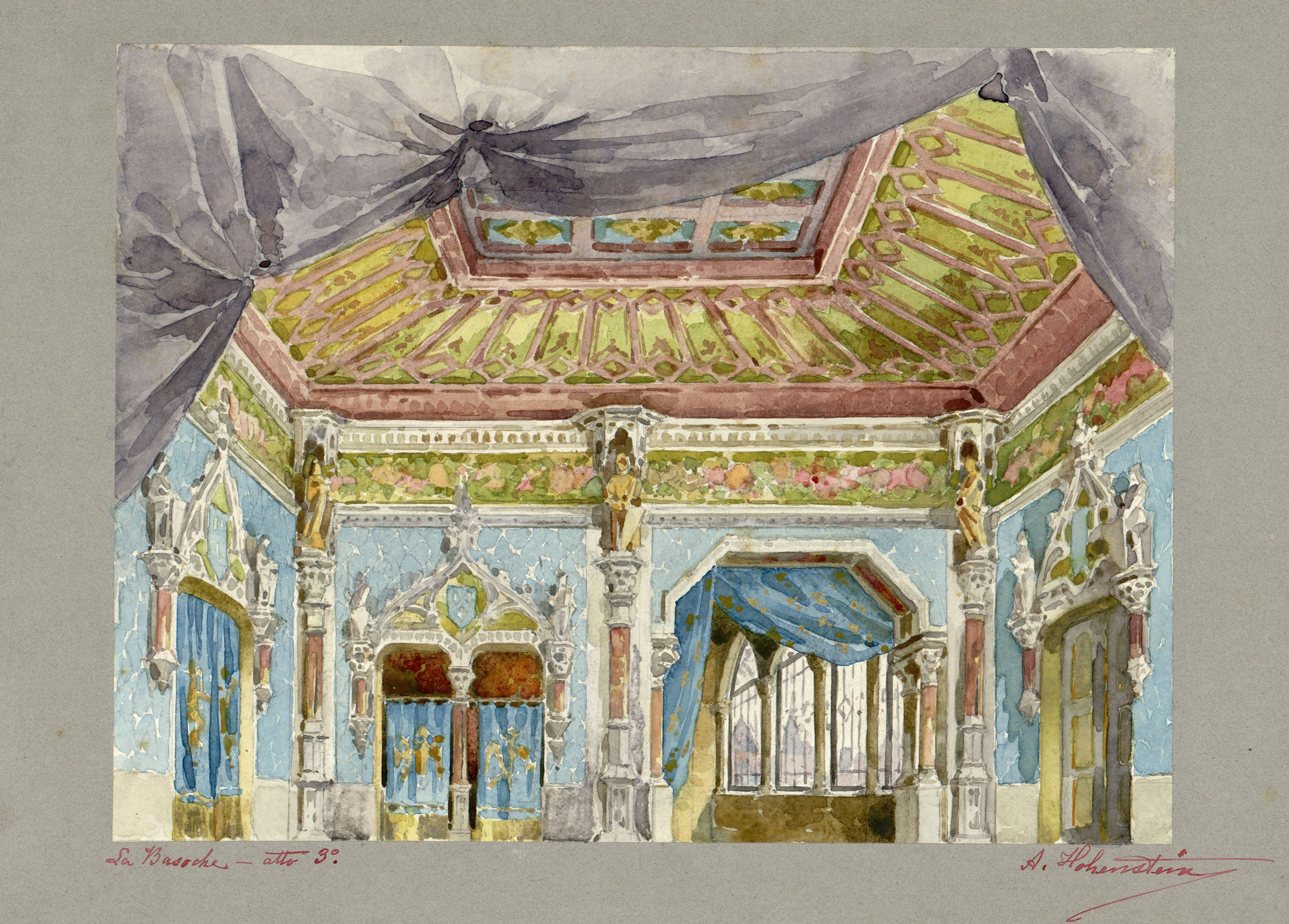
Sala del palazzo del re, dekor till La Basoche akt 3 (1893).

- "C'est aujourd'hui que la Basoche" (Ensemble)
- "Je suis aimé de la plus belle" (Clément)
- "En attendant l'heure de la bataille" (Guillot)
- "Quand tu connaîtras Colette" (Clément)
- "Midi, c'est l'heure qui nous ramène" (Kör)
- "Volage? Lui? Clément?" (Colette)
- "Bonjour ami" (Colette, Clément, Roland, L'Eveillé, kör)
- "Dans ce grand Paris" (L'Eveillé)
- "Nous reposer? C'est impossible Altesse" (Longueville, Marie)
- "Trop lourd est le poids du veuvage" (Longueville)
- Final I " Vive le Roi!" (Kör, Clément, Marie, Guillot, Colette)

Akt 2
- "A vous, belles maîtresses" (Kör)
- "Voici le guet qui passe" (Ensemble)
- "Si, de la souveraineté" (Marie, Colette)
- "Ah! Colette, c’est toi?" (Clément, Colette)
- "A table! auprès de moi" (Marie, Clément, Colette)
- "Eh! que ne parliez-vous?" (Longueville)
- "Il faut agir adroitement " (Ensemble)
- "Nous accourons, au lever du soleil" (Ensemble)

Akt 3
- "Jour de liesse et de réjouissance" (Kör, Louis, adjutanten)
- "En honneur de notre hyménée" (Colette, Louis)
- "Elle m'aime" (Longueville)
- Romance och trio (Marie, Longueville, Colette)
- "A ton amour simple et sincère" (Clément)
- Final III "Arrêtez! s'il s'agit d'être pendu" (Ensemble)

## Uppsättningar och bearbetningar
La Basoche spelades på Opéra-Comique ända fram till andra världskriget och gavs åtminstone 150 gånger med Jean Périer och André Baugé som Clément Marot, och Lucien Fugère som hertigen. Messager själv dirigerade uppsättningarna på Opéra-Comique 1900, 1902 och 1919; senare uppsättningar dirigerades av Gustave Cloëz och Albert Wolff. 1908 införlivades verket i repertoaren på Théâtre de la Gaîté i Paris och ensemblen bestod av Baugé, Edmée Favart och Fugère och spelades där till 1927. Den sattes även upp på Théâtre de la Porte-Saint-Martin 1934 under Maurice Lehmanns ledning med Baugé och Yvonne Brothier.
La Basoche gavs i franskspråkiga uppsättningar i Bryssel 1890 och Genève 1891. Den översattes till tyska och spelades som Die zwei Könige den 19 oktober 1891 at the Hamburgs stadsopera, och som Die Basoche den 29 oktober 1891 på Friedrich-Wilhelm-Städtisches Theater i Berlin.
Operan presenterads på engelska som The Basoche i London 1891, i en engelska översättning av Augustus Harris (dialog) och Eugène Oudin (sångtexter) på Richard D'Oyly Cartes Royal English Opera House. Carré och Messager närvarade vid premiären och mottog applåder tillsammans med dirigenten François Cellier. Stycket mottog utomordentliga lovord från Londonkritikerna men var ingen stor kassasuccé. Uppsättningen spelades 62 gånger från 3 november 1891 till 16 januari 1892.
The piece received exceptionally high praise from the London critics but was not a great box-office success. It ran for 61 performances, from 3 November 1891 to 16 January 1892. När Carte drog tillbaka stycket fördömde flera tidningskritiker, däribland George Bernard Shaw i The World, den brittiska publiken för sitt misslyckande att stödja ett sådant enastående verk. Cartes tilltro till kompositören ledde till att han producerade Messagers Mirette 1894.
I Sverige sattes operan upp på Svenska teatern i Stockholm med premiär den 21 maj 1892 i översättning av Ernst Wallmark. Den fick den svenska titeln "Skrifvarkungen" och framfördes nio gånger.